# 2014年亞洲運動會現代五項比賽
2014年亞洲運動會現代五項比賽於2014年10月2日至3日在韓國仁川舉行。此次比賽共設4個小項，男女各兩個。

## 獎牌得主

### 男子
| 項目 | 金牌                                     | 银牌                                             | 铜牌                                                       |
| 個人 | 郭建力（中国）                           | 郑振和（韩国）                                   | 岩元勝平（日本）                                           |
| 團體 | 中国 · 郭建力 · 韩佳昊 · 苏海航 · 张琳彬 | 日本 · 藤井真也 · 岩元勝平 · 三口智也 · 大久保譲 | 韩国 · Hwang Woo-jin · Jung Hwon-ho · 郑振和 · Lee Woo-jin |

### 女子
| 項目 | 金牌                                          | 银牌                                             | 铜牌                                 |
| 個人 | 陈倩（中国）                                  | 梁水真（韩国）                                   | 崔珉祉（韩国）                       |
| 團體 | 韩国 · 崔珉祉 · Jeong Min-a · 金势熹 · 梁水真 | 日本 · 伊谷温子 · 黑須成美 · 島津玲奈 · 山中詩乃 | 中国 · 边雨霏 · 陈倩 · 梁婉霞 · 王炜 |

## 獎牌榜
| 排名 | 国家／地区 | 金牌 | 银牌 | 铜牌 | 總數 |
| ---- | ---------- | ---- | ---- | ---- | ---- |
| 1    | 中国       | 3    | 0    | 1    | 4    |
| 2    | 韩国       | 1    | 2    | 2    | 5    |
| 3    | 日本       | 0    | 2    | 1    | 3    |
| 總計 | 總計       | 4    | 4    | 4    | 12   |

## 參賽國家
本屆賽事總共有來自6個國家的43名運動員參賽：

| - 中国（8） - 日本（8） - （8） | - （8） - 韩国（8） - （3） |

## 外部連結
- 賽程和結果